# Aegotheles insignis
El egotelo felino o egotelo grande (Aegotheles insignis) es una especie de ave caprimulgiforme de la familia Aegothelidae endémica de Nueva Guinea.

## Distribución y hábitat
Se extiende por los bosques de montaña a lo largo de toda la isla de Nueva Guinea, tanto en la zona perteneciente a Papúa Nueva Guinea como la de Indonesia.